# Frederik Maurits de La Tour d'Auvergne

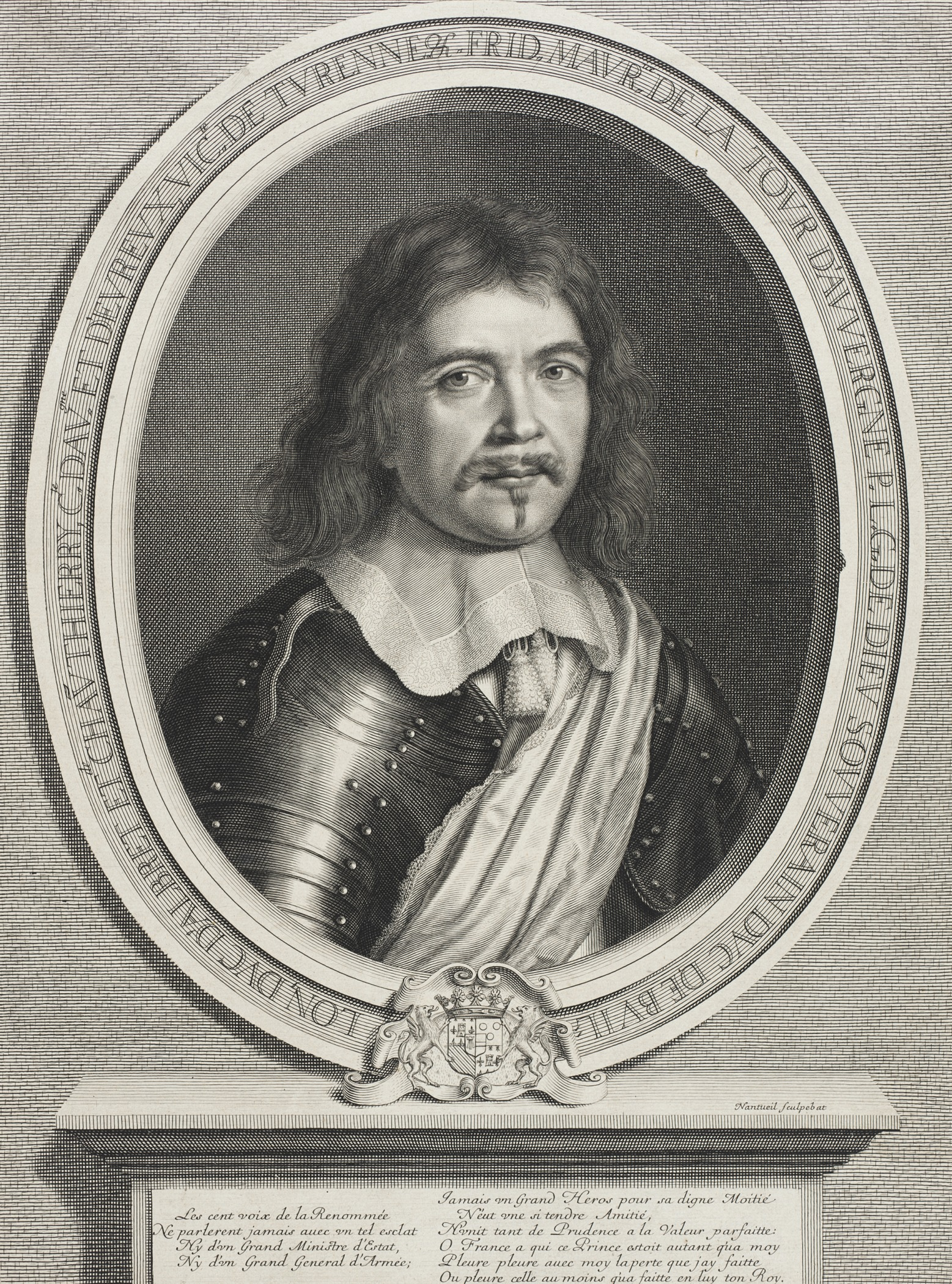
Frederik Maurits de La Tour d'Auvergne, gravure door Robert Nanteuil, ca. 1655

Frederik Maurits (Frans: Frédéric Maurice) de La Tour d'Auvergne (Sedan, 22 oktober 1605 – Pontoise, 9 augustus 1652) was een kleinzoon van Willem van Oranje. Als erfgenaam van het huis La Tour d'Auvergne was hij de laatste soevereine vorst van Sedan en was hij hertog van Bouillon. Hij was ook generaal in het Franse leger.

## Levensloop

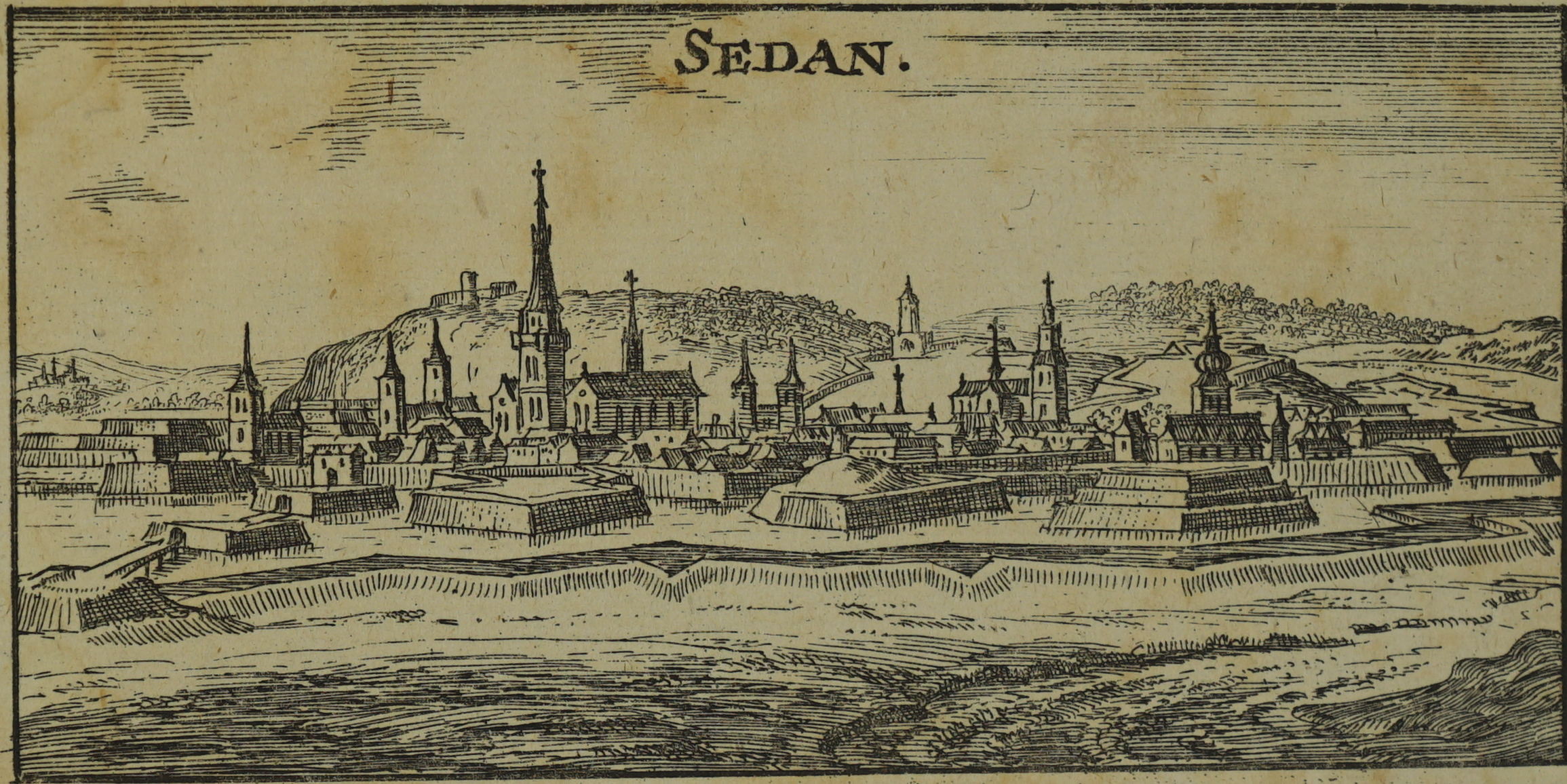
Sedan aan de Maas, in de 17e eeuw

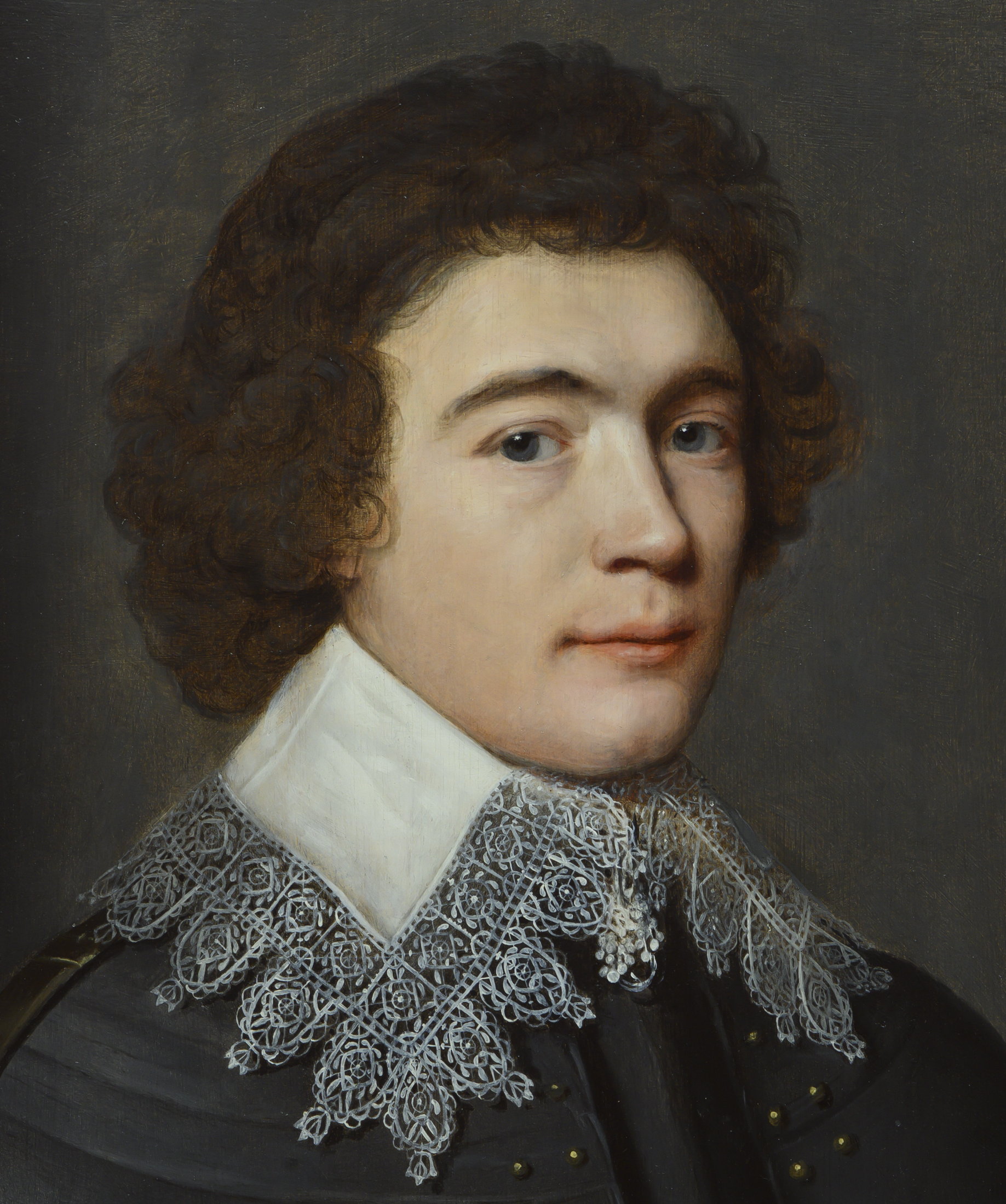
De La Tour d'Auvergne op 21-jarige leeftijd, door Michiel van Mierevelt. Olieverfschildering in het Bonnefantenmuseum, Maastricht

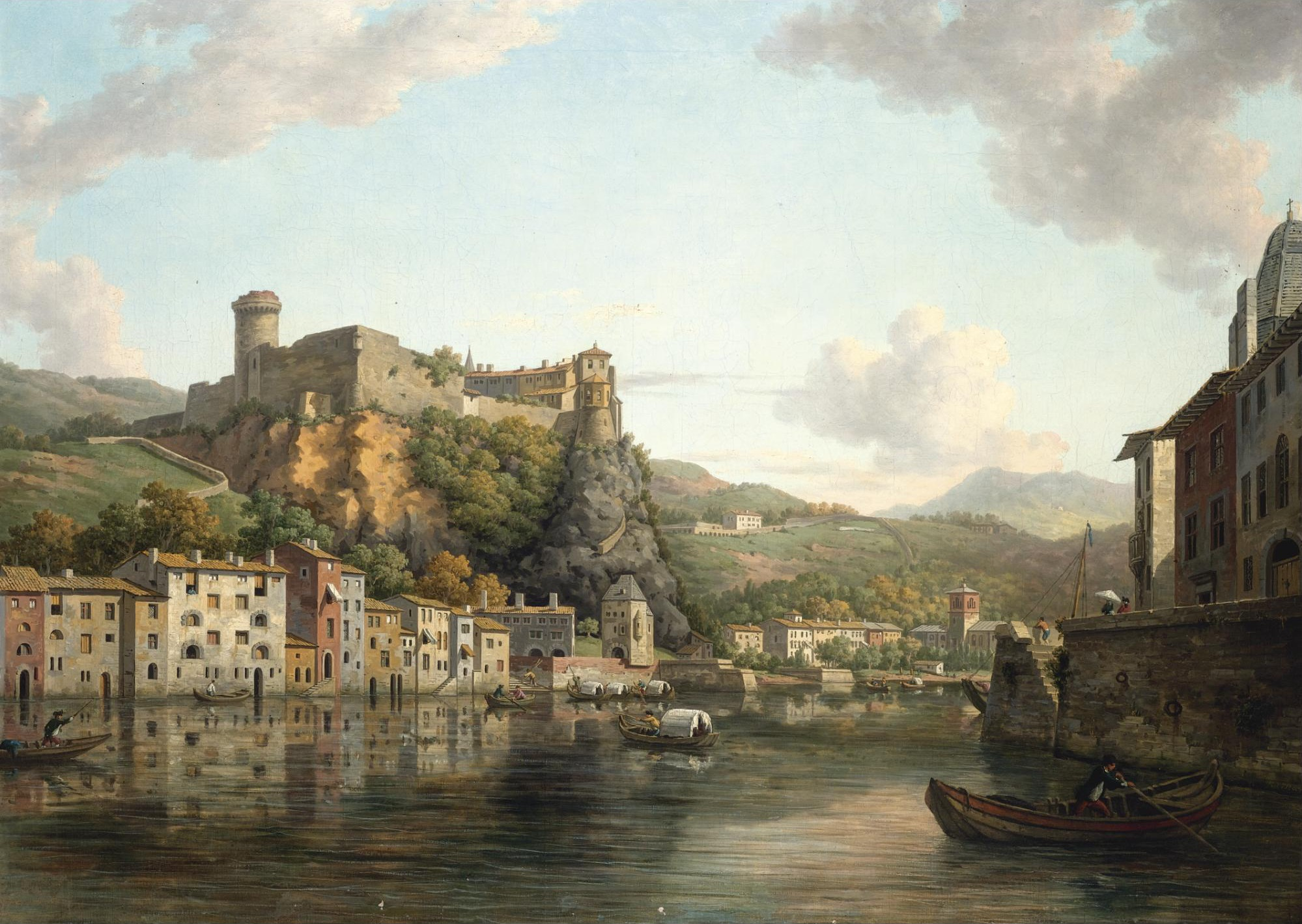
Kasteel van Pierre-Scize in Lyon, gevangenis van Frederik Maurits (1642-1644)

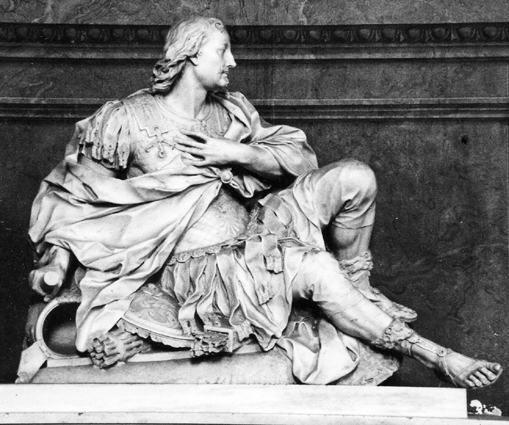
Duc de Bouillon, sculptuur van Pierre Le Gros, bedoeld voor een door zijn zoon, de kardinaal de Bouillon, besteld praalgraf voor de Abdij van Cluny

### Familie
Hij was de zoon van Elisabeth van Nassau en Hendrik van Bouillon en werd streng calvinistisch opgevoed. Zijn ouders bestuurden zowel het prinsdom Sedan als het hertogdom Bouillon. In 1621 vertrekt hij naar de Nederlanden om zich bij zijn ooms Maurits en Frederik Hendrik militair te laten scholen. In 1623 erft hij de vorstendommen Sedan en Bouillon.

### Staats militair
Hij nam deel aan het Beleg van 's-Hertogenbosch in 1629 en kreeg als compensatie het medebestuur over de tweeherige stad Maastricht, waarvan hij na de Staatse verovering in 1632 gouverneur werd met opeisen van de voorgaande rechten van de hertog van Brabant. Op 22 november 1632 beloofde de Staatse gouverneur ook trouw aan de andere heer, aan de prins-bisschop van Luik.
Tegen de wens van zijn familie trouwde hij in 1634 met de katholieke Éléonore de Bergh, dochter van Frederik van den Bergh, heer van Boxmeer, Sambeek, Haps en Meer. In 1637 nam hij als commandant voor het Staatse leger deel aan het beleg van Breda. In hetzelfde jaar bekeerde de streng gereformeerde vorst zich tot de Rooms-Katholieke Kerk. Hierna werd hij onterfd door de familie Nassau.

### Frans militair
Hij trad in militaire dienst van koning Lodewijk XIII van Frankrijk, met name in de cavalerie van het Régiment de Flandres. Zijn vorstendom was een thuishaven van hugenoten en, zelfs met hem als katholieke vorst, bleef dit bestaan; bovendien verzamelden er zich andere malcontenten rondom Frederik Maurits, zij die niets wilden weten van de dictaten van kardinaal de Richelieu. Zo troepten graaf Lodewijk van Bourbon-Soissons en hertog Hendrik II van Guise samen met Frederik Maurits. Zij riepen zich uit tot Princes de la Paix, wat betekende actie tegen kardinaal Richelieu maar pro Lodewijk XIII. Richelieu's analyse was dat heel Sedan een ernstige bedreiging geworden was van zijn regime. In 1641 stuurde Richelieu troepen naar Sedan, onder leiding van maarschalk Gaspard III de Coligny. Frederik Maurits won de slag bij La Marfée (nabij Sedan). Hij had hiervoor hulptroepen gekregen uit de Spaanse Nederlanden en geld bekomen van zijn vriend keizer Ferdinand III. De overwinning leidde naar niets: in Parijs werd Richelieu niet vermoord (dat was een deel van het plan van de opstandige prinsen) en de troepen van Richelieu bestormden vervolgens de stad Sedan. Frederik Maurits kon zijn vel redden door trouw te zweren aan de Franse koning en, in zijn dienst, te vechten in Italië (1641).
Agenten van kardinaal Richelieu arresteerden Frederik Maurits in Casale Monferrato, in Piëmonte (1642). Hij werd ervan beschuldigd samen te zweren tegen de kardinaal, binnen de groep van Gaston van Orléans, de Thou en de markies van Cinq-Mars. Frederik Maurits werd opgesloten in de gevangenis van Pierre-Scize in Lyon. Het schavot stond klaar voor Frederik Maurits. Door bemiddeling van zijn echtgenote Eleonora spaarde Richelieu het leven van Frederik Maurits; in ruil schonk het koppel het vorstendom Sedan aan Frankrijk. Zij behielden het hertogdom Bouillon. In 1644 kwam Frederik Maurits vrij uit de gevangenis. De koning en de kardinaal waren in Frankrijk gestorven en opgevolgd door de Zonnekoning en kardinaal Mazarin.

### Pauselijk militair
Frederik Maurits trok na zijn vrijlating naar Rome (1644). Paus Innocentius X benoemde hem tot condottiero of bevelhebber van de pauselijke troepen.

### La Fronde
Vanaf 1648 verbleven Eleonora en haar man in hun residentie in Parijs. Ze leidden er een politiek actief leven als opstandelingen tegen de nieuwe machthebbers in Parijs; regentes Anna, de minderjarige Lodewijk XIV en de machtige kardinaal Mazarin. Ze sloten zich aan bij de edelen in de opstand La Fronde. Vooral Eleonara was erg actief in de Parijse salons. Kardinaal Mazarin liet haar in 1650 arresteren toen haar man, samen met François de La Rochefoucauld naar Bordeaux was opgetrokken en de stad namens de frondeurs had ingenomen. Hertog de la Valette had geprobeerd hen tegen te houden, maar door een aanval op zijn achterhoede verloor hij 160 doden en gewonden, evenals een enorme hoeveelheid geld en bagage. De opstandelingen werden in Bordeaux door een juichende menigte binnengehaald. Mazarin en maarschalk de la Meilleraie (Charles de La Porte) belegerden op hun beurt de stad om deze opnieuw te veroveren; uit angst voor verwoesting van de stad besloot het parlement ervan uiteindelijk tot overgave aan Mazarin.
Eleonora werd intussen door Mazarin in de Bastille gevangen gehouden. In 1651 werd er door de hofdame Anna Gonzaga, echtgenote van Eduard van de Palts, een verzoening geregeld tussen de Franse Kroon en het hertogelijk paar uit Bouillon. Eleonora kon de Bastille verlaten. Het koppel verliet hiermee La Fronde en ondertekende een akte waarbij het prinsdom Sedan formeel werd overgedragen aan de Franse kroon (1651). Frederik Maurits kreeg de adellijke titels van hertog van Albret en Château-Thierry, graaf van Auvergne en Evreux en baron van La Tour. Hij werd bovendien pair van Frankrijk.
Hij stierf in 1652 in Pontoise.

## Huwelijk
Met Eleonora kreeg hij tien kinderen:
- Elisabeth (1635-1680), gehuwd op 20 mei 1656 met Karel III van Elbeuf
- Louise-Charlotte (1638-1683), gekend als madame de Bouillon
- Amélie (geboren in 1640), in het klooster getreden
- Godfried Maurits de la Tour d'Auvergne (1641-1721), opvolger als hertog van Bouillon
- Frederik Maurits II de La Tour d'Auvergne, constabel van Auvergne, gehuwd in 1662 met Henriëtte Francisca van Hohenzollern-Hechingen
- Emmanuel-Théodosius de La Tour d'Auvergne, kardinaal de Bouillon (1644-1715)
- Hippolyte (geboren op 11 februari 1645), in het klooster getreden
- Constantijn Ignace (1646-1670), chevalier de Bouillon, ridder bij de Maltezer Orde
- Hendrik Ignace (1650-1675), chevalier de Bouillon, ridder bij de Maltezer Orde
- Mauricette Fébronie (1652-1706), gehuwd in 1668 met Maximiliaan hertog van Beieren-Leuchtenberg.

## Voorouders
| Voorouders van Frederik Maurits de La Tour d'Auvergne | Voorouders van Frederik Maurits de La Tour d'Auvergne                             | Voorouders van Frederik Maurits de La Tour d'Auvergne                             | Voorouders van Frederik Maurits de La Tour d'Auvergne                             | Voorouders van Frederik Maurits de La Tour d'Auvergne                             | Voorouders van Frederik Maurits de La Tour d'Auvergne                             | Voorouders van Frederik Maurits de La Tour d'Auvergne                             | Voorouders van Frederik Maurits de La Tour d'Auvergne                              | Voorouders van Frederik Maurits de La Tour d'Auvergne                              |
| ----------------------------------------------------- | --------------------------------------------------------------------------------- | --------------------------------------------------------------------------------- | --------------------------------------------------------------------------------- | --------------------------------------------------------------------------------- | --------------------------------------------------------------------------------- | --------------------------------------------------------------------------------- | ---------------------------------------------------------------------------------- | ---------------------------------------------------------------------------------- |
| Overgrootouders                                       | ? (-) x 1 ? (-)                                                                   | ? (-) x 1 ? (-)                                                                   | Anne van Montmorency (1493-1567) x Margaretha van Savoye (1510-1586)              | Anne van Montmorency (1493-1567) x Margaretha van Savoye (1510-1586)              | Willem I van Nassau-Dillenburg (1487-1559) x Juliana van Stolberg (1506-1580)     | Willem I van Nassau-Dillenburg (1487-1559) x Juliana van Stolberg (1506-1580)     | Lodewijk III van Bourbon-Vendôme (1513-1582) x Jaqueline de Longwy (ca. 1519-1561) | Lodewijk III van Bourbon-Vendôme (1513-1582) x Jaqueline de Longwy (ca. 1519-1561) |
| Grootouders                                           | François III de La Tour d'Auvergne (1487-1559) x Éléonore de Montmorency (-1567)  | François III de La Tour d'Auvergne (1487-1559) x Éléonore de Montmorency (-1567)  | François III de La Tour d'Auvergne (1487-1559) x Éléonore de Montmorency (-1567)  | François III de La Tour d'Auvergne (1487-1559) x Éléonore de Montmorency (-1567)  | Willem I van Oranje-Nassau (1533-1584) ∞ 1598 Charlotte de Bourbon (1547-1582)    | Willem I van Oranje-Nassau (1533-1584) ∞ 1598 Charlotte de Bourbon (1547-1582)    | Willem I van Oranje-Nassau (1533-1584) ∞ 1598 Charlotte de Bourbon (1547-1582)     | Willem I van Oranje-Nassau (1533-1584) ∞ 1598 Charlotte de Bourbon (1547-1582)     |
| Ouders                                                | Hendrik de La Tour d'Auvergne (1555-1623) ∞ 1598 Elisabeth van Nassau (1577-1642) | Hendrik de La Tour d'Auvergne (1555-1623) ∞ 1598 Elisabeth van Nassau (1577-1642) | Hendrik de La Tour d'Auvergne (1555-1623) ∞ 1598 Elisabeth van Nassau (1577-1642) | Hendrik de La Tour d'Auvergne (1555-1623) ∞ 1598 Elisabeth van Nassau (1577-1642) | Hendrik de La Tour d'Auvergne (1555-1623) ∞ 1598 Elisabeth van Nassau (1577-1642) | Hendrik de La Tour d'Auvergne (1555-1623) ∞ 1598 Elisabeth van Nassau (1577-1642) | Hendrik de La Tour d'Auvergne (1555-1623) ∞ 1598 Elisabeth van Nassau (1577-1642)  | Hendrik de La Tour d'Auvergne (1555-1623) ∞ 1598 Elisabeth van Nassau (1577-1642)  |
| Frederik Maurits de La Tour d'Auvergne (1605-1652)    |                                                                                   |                                                                                   |                                                                                   |                                                                                   |                                                                                   |                                                                                   |                                                                                    |                                                                                    |

## Verder lezen
Zijn memoires werden in Amsterdam gepubliceerd.
- Saumiere, Jacques de Langlade : Memoires de la vie de Frédéric-Maurice de la Tour d’Auvergne, Duc de Bouillon, Souverain de Sedan. – Amsterdam : Braekmann, 1693
- Marcel Leroy, de geschiedenis van Bouillon.

- Bibliothèque nationale de France: cb10737979f (data)
- Biografisch Portaal: 14656979
- Digitale Bibliotheek voor de Nederlandse Letteren: tour007
- Gemeinsame Normdatei: 129759201
- International Standard Name Identifier: 0000 0000 6125 5622
- Library of Congress Control Number: n84233936
- Nederlandse Thesaurus van Auteursnamen: 071145400
- Système universitaire de documentation: 135598451
- Union List of Artist Names: 500354529
- Virtual International Authority File: 66459041
- WorldCat: E39PBJmp8wwDYhjmvYHr7pkCcP